# Thru-hiking

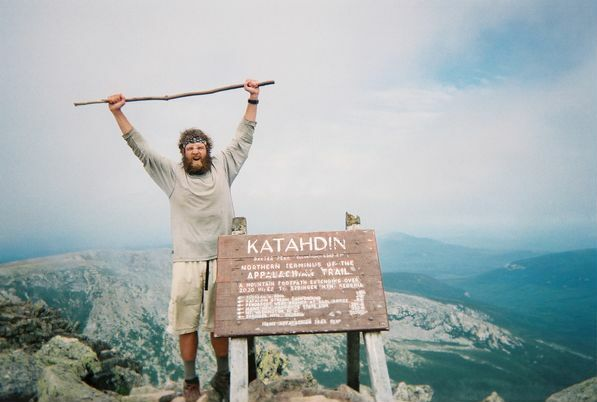
Thru-hiker ayant terminé le Sentier des Appalaches.

Le thru-hiking (de through-hiking, litt. « randonner à travers ») est un terme anglais désignant le parcours de bout en bout d'un sentier de longue randonnée,. Ce terme est plus souvent associé au sentier des Appalaches, mais est également utilisé pour d'autres sentiers longs comme le Pacific Crest Trail et le Continental Divide Trail. Il peut également être élargi à des itinéraires ou circuits plus courts dès lors que les randonneurs les suivent d'une extrémité à l'autre.
Cette activité nécessite des capacités physiques, une préparation et un matériel importants.

## Quelques thru-hikings à travers le Monde
- Les NHT et NST du National Trails System nord-américain ;
- Les sentiers Transcanadiens ;
- Le Greater Patagonia trail (en) (Argentine-Chili) ;
- Le Great Himalaya trail (en) ;
- Le pèlerinage de Shikoku (Japon) ;
- Les sentiers européens de grande randonnée qui intègrent une partie des GR français ;
- l'HexaTrek (France) ;
- Les chemins de Compostelle (France-Espagne) ;
- La Via Francigena (Angleterre, France, Suisse, Italie) ;
- Le trail de Transcaucasie (en) (Arménie-Géorgie)[4].